# BX Большой Медведицы
BX Большой Медведицы (лат. BX Ursae Majoris) — одиночная переменная звезда в созвездии Большой Медведицы на расстоянии приблизительно 552 световых лет (около 169 парсеков) от Солнца. Видимая звёздная величина звезды — от +17,5m до +16,7m.

## Характеристики
BX Большой Медведицы — пульсирующая переменная звезда типа RR Лиры (RR).